# Maroc Hebdo International
Maroc Hebdo International (MHI), ou Maroc Hebdo, est un hebdomadaire marocain d'informations générales d'expression française, créé en novembre 1991 par Mohamed Selhami. Il est basé à Casablanca.
Ce magazine se veut indépendant de tout parti, syndicat, groupe ou association. S'adressant aux cadres et à la diaspora marocaine, il est diffusé, en dehors du Royaume, en Europe (Allemagne, Belgique, France, Espagne, Italie) et en Amérique du Nord (Canada et États-Unis).
Connu pour sa provocation, Maroc Hebdo est l'objet de plusieurs polémiques, décrié tour à tour pour son racisme, son homophobie, ou encore son nationalisme,,.

## Histoire
Fondé sous le nom de Maroc Hebdo par le journaliste Mohamed Selhami, son premier numéro est paru le 25 novembre 1991 au tarif de 5 dirhams. Le 10 février 1996 (no 212), il est devenu Maroc Hebdo International, sa diffusion s'étendant en dehors du Royaume grâce à un accord avec les NMPP. 
Cette année-là, son site web a également été créé,, alors que le Maroc était fraîchement connecté. Le 14 janvier 2005 (no 635), il est passé du format tabloïd au format «magazine», et son prix, qui était alors de 8 dirhams, à 15 dirhams.

## Controverses

### Racisme
En 2012, le magazine suscite des critiques de racisme pour sa une, intitulée «Le péril noir» et qui montre le visage d'un migrant subsaharien,.

### Homophobie
En juin 2015, la une du Maroc Hebdo no 1122 est au cœur d'une polémique, au Maroc et dans le monde, autour de l'homophobie de son titre: «Faut-il brûler les homos ?»,. Face à une forte mobilisation, le magazine est rapidement retiré des kiosques,. Face au tollé, le magazine change sa une.